# オムシャヌプリ
オムシャヌプリもしくは双子山（ふたごやま）は、北海道の浦河郡浦河町と広尾郡広尾町の2町にまたがる標高1,379 mの山である。

## 解説
日高山脈を構成する南日高の山で、「双子山」の名前の通り西峰 (1,379 m) と東峰 (1,363 m) と一緒に双耳峰をなす。
かつて西峰はニオベツ岳という山名であり、野塚岳南側を流れるニオベツ川が由来で、アイヌ語の「ni-o-pet（樹木・そこにある・川）」が語源とされる。明治期に発行された北海道実測切図では「オムシャヌプリ」という名前は現在の楽古岳につけられており、楽古岳南西側を流れるメナシュンベツ川支流、現在の654 m標高点南側にある沢が「オムシャランペッ」という名前であったことからその源頭であることを意味するとされる。沢の名前の由来は不明であるが、一説にはかつてはオムシャランペッの出合から尾根に取り付いて楽古岳の南側から十勝地域へ行くルートがあったとされ、本来オムシャランペッとは楽古岳山頂から流れる沢のことを指し、アイヌ語の「o- ru-ca or un pet（その尻・道の口・の所・にある・川）」が語源であると考えられ、その源頭の山として「o- ru-ca o nupuri（その尻・道の口・にある（川の源頭の）・山）」と言われていたものが転訛したと考えられている。
元々のオムシャヌプリが「楽古岳」と地形図に記載されるようになり、そこで元の名前を残そうと坂本直行が「双子山」と名付け橋本誠二が図に記したものを国土地理院に送った結果、現在の山が「オムシャヌプリ」を名乗るようになった。楽古岳には一等三角点「面射岳（おむしゃだけ）」が設置されており、当時のアイヌ語名の名残となっている。

## 登山
登山道はないため残雪期に十勝岳や野塚岳と一緒に登られることが多い。